# Erik Magnussen

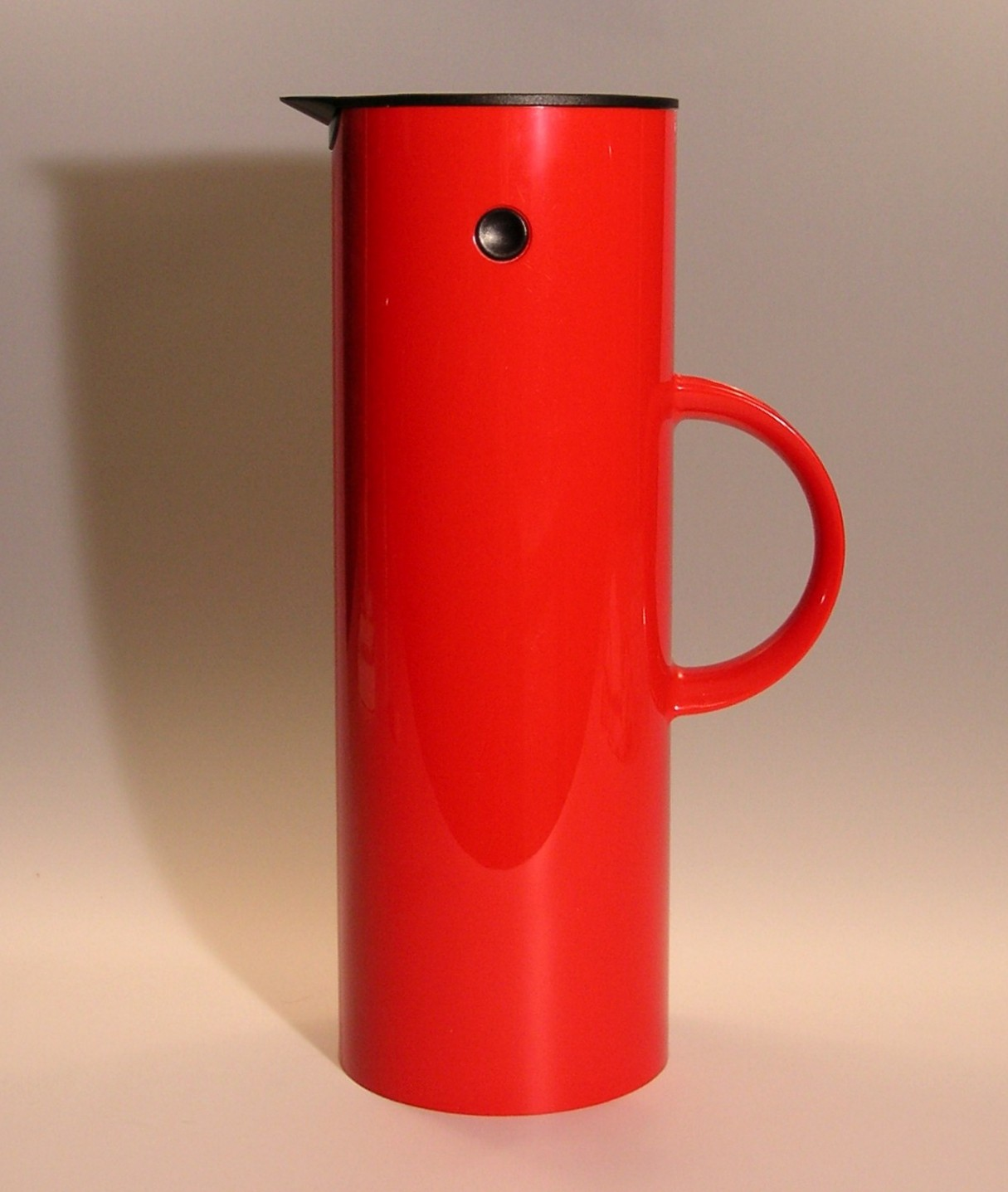
Stelton termokande 1976

Erik Magnussen (* 31. März 1940 in Dänemark; † 23. Mai 2014 in Dänemark) war ein dänischer Designer, der u. a. durch seine klassische Thermoskanne bekannt geworden ist.
Erik Magnussen bildete sich bis 1960 zum Keramiker an der Kunsthåndværkerskolen in Kopenhagen  aus. Danach arbeitete er bei der dänischen Porzellanmanufaktur Bing & Grøndal (heute ein Teil von Royal Copenhagen), wo er Gebrauchsporzellan in einfachen, geometrischen Formen entwarf, u. a. das stapelbare Service Form 25 Termo von 1965. Magnussen entwarf auch funktionelle Möbel, wie den Klappstuhl Z-chair, sowie eine Serie von Schulmöbeln. 
Ab 1976 war Erik Magnussen auch für Stelton in Kopenhagen tätig. Dort entwarf er die  zeitlos elegante Thermoskanne Stelton termokande in ABS-Kunststoff. Diese Kanne sollte Arne Jacobsens Metallkollektion Cylinda Line von 1967 vervollständigen. Sie wird bis heute produziert und ist einer der Bestseller der Firma Stelton. 
Von Stelton wird auch Magnussens Petroleumlampe Skibslampe 1001 vertrieben. Sie ist aus hochglanzpoliertem Edelstahl und erinnert mit ihren Blendschirm an die Schuhmacherlampe früherer Zeiten. Ab 1978 entwarf Erik Magnussen  Küchengegenstände für Georg Jensen, deren Silberschmiede stellte eine silberne Version der Stelton termokande her.
Erik Magnussen suchte immer die Perfektion bis ins kleinste Detail, gleichzeitig sind seine Gegenstände für industrielle Massenproduktion gedacht. Seine Arbeiten sind ein gutes Beispiel für hervorragendes dänisches und skandinavisches Design. Er starb im Mai 2014.